# Конха

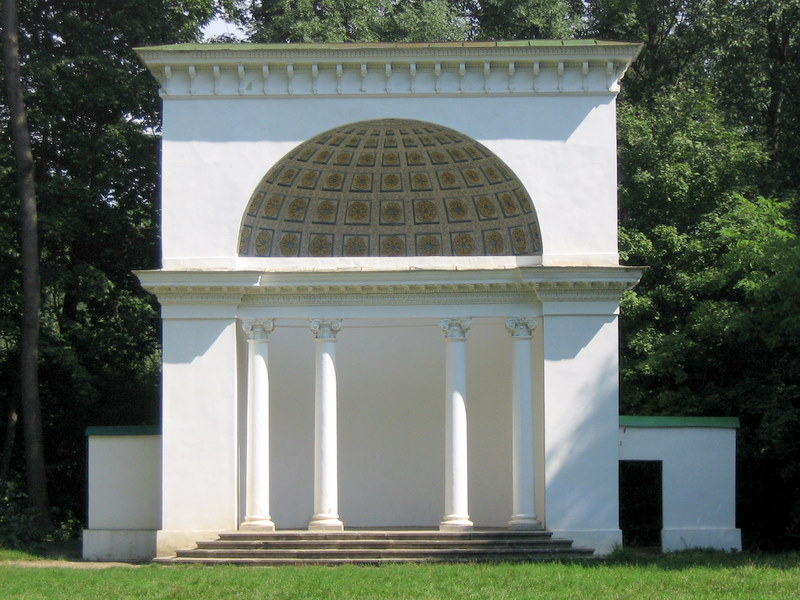
Конха у Олександрійському дендропарку.

Ко́нха (від грец. κόγχη — «мушля») — півкупол для перекриття циліндричних частин (абсид та ін.) будівлі. Конха виникла у східній елліністичній архітекурі, застосовувалась у давньоримському будівництві, в культових християнських спорудах середньовіччя.